# Glyn Moses
Pour les articles homonymes, voir Moses.
Pas d'image ? Cliquez ici

a Compétitions nationales et continentales officielles uniquement.

b Matchs officiels uniquement.
Glyn Moses, né le 30 mai 1928 à Nantymoel et mort le 29 septembre 2021, est un ancien joueur de rugby à XIII gallois évoluant au poste d'arrière dans les années 1940 et 1950. Après avoir débuté au rugby à XV, il rejoint en 1949 Salford puis en 1952 St Helens RLFC, il est appelé en sélection de Grande-Bretagne disputant la coupe du monde 1957. Il est inscrit au temple de la renommée de St. Helens.